# ヒアシュプロング美術館
ヒアシュプロング美術館(Den Hirschsprungske Samling)は、コペンハーゲンにある美術館である。

## 沿革
タバコ産業で財を成した実業家のハインリヒ・ヒアシュプロングは芸術家のパトロンでもあり収集家でもあった。ヒアシュプロングは自身のコレクションを1902年にコペンハーゲンに寄贈し、1911年より一般公開されるようになった。

## コレクション
クリストファー・エカスベア、ウィルヘルム・ベンズ、ヴィルヘルム・ハンマースホイ、ペーダー・セヴェリン・クロイヤー、フレツ・スュベア、ミカエル・アンカー、クリスチャン・サートマンなど、デンマーク黄金時代の絵画が中心となっている。

### デンマーク黄金時代

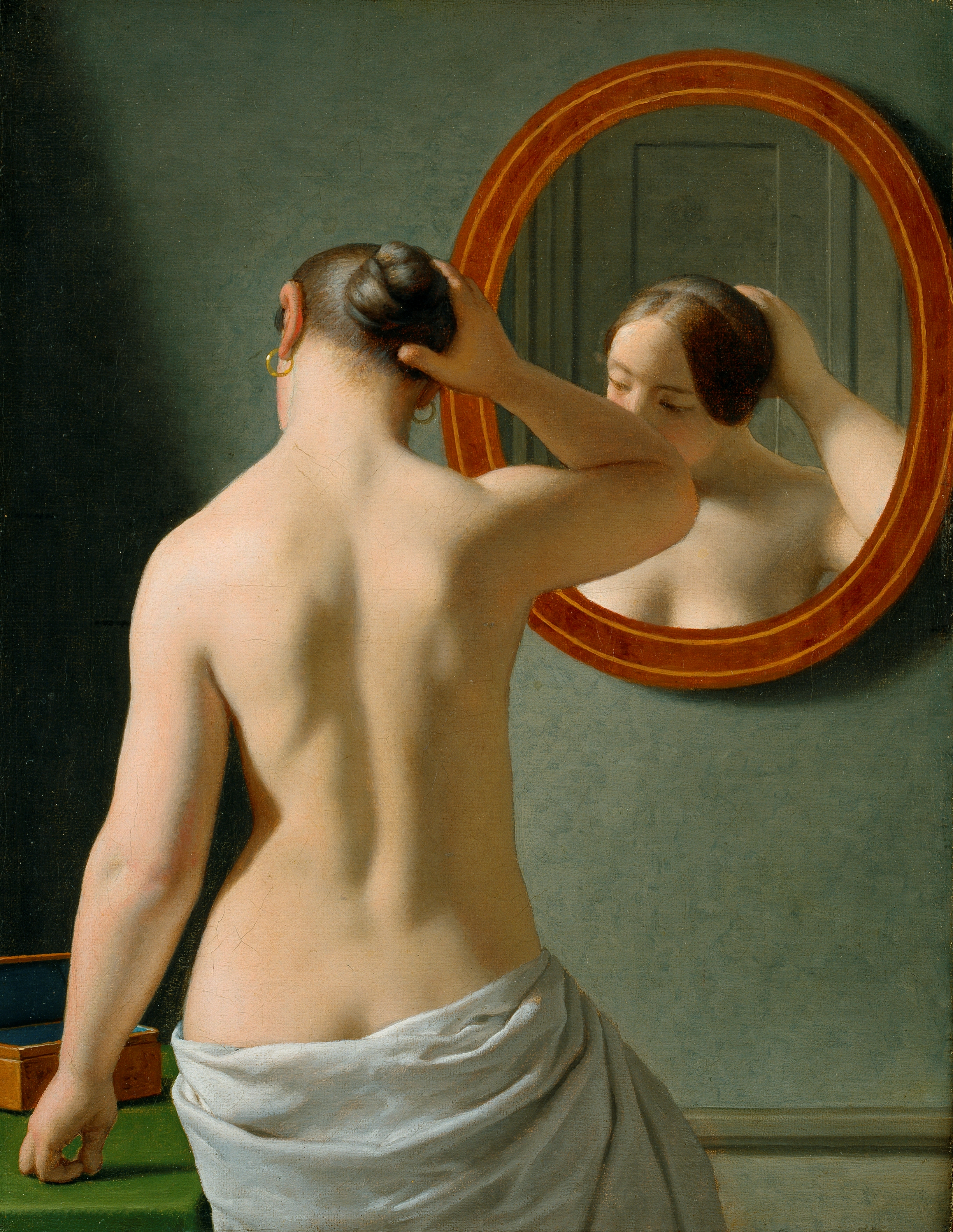
クリストファー・エカスベア Woman Standing in Front of a Mirror, 1841
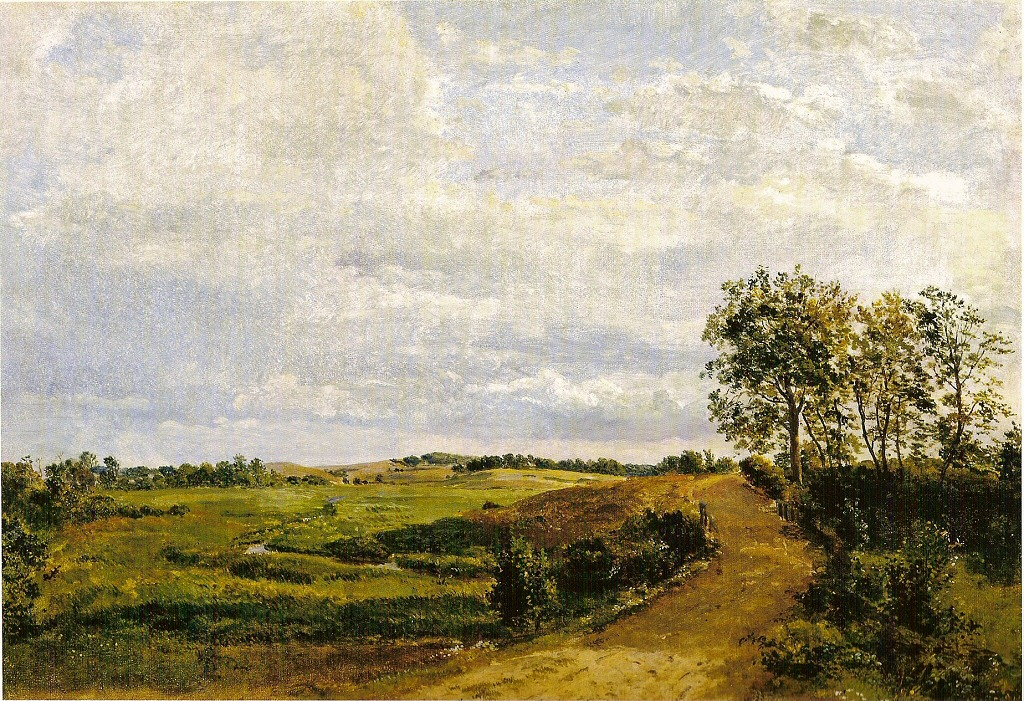
ダンクヴァルト・ドライヤー Road across Hills, c. 1842

### 近代の絵画

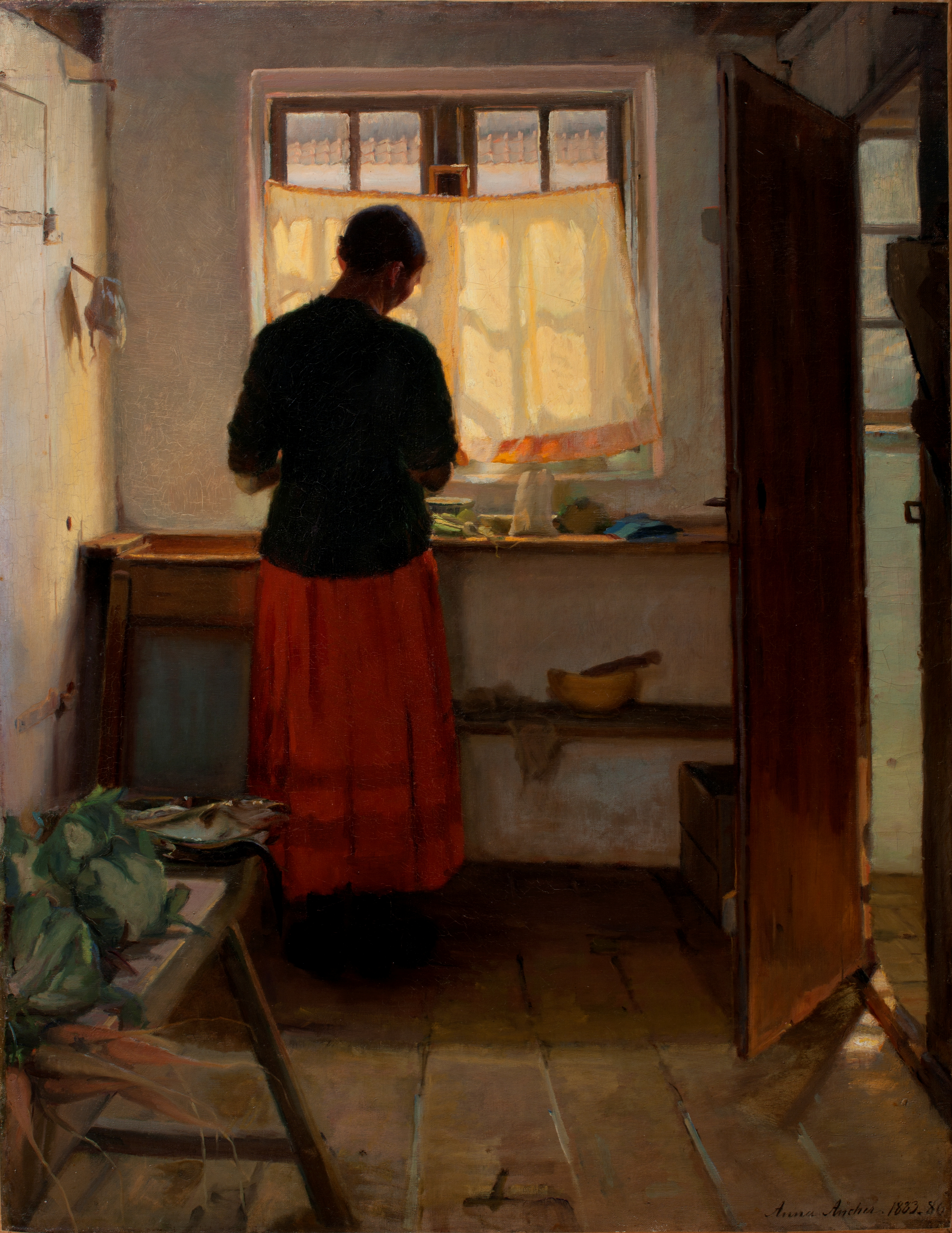
アンナ・アンカー Girl in the Kitchen 1886
ペーダー・セヴェリン・クロイヤー Summer Evening at Skagen Beach. The Artist and his Wife, 1899